# 人造稀缺
人造稀缺（英語：Artificial scarcity）是人為創出的產品的稀缺性，指一個產品，雖然在技術上能創造大量產品，但以一些人工方法創造稀缺性。例子是壟斷定價，或以一些法律、行政手段或其他限制，來減少競爭。人為稀缺性會令社會帶來經濟上的無謂損失。
在資本主義制度中，企業的成功以利潤來介定。根據經濟的供需定律，企業為增加利潤，生產商可以減少生產的手段，以非以善用資源來增加利潤。這手段也可視在為人造稀缺。